# Gheorghe Vasilichi
Gheorghe Vasilichi (n. 7 septembrie 1902, Cetate, județul Dolj – d. 30 octombrie 1974, Piatra Neamț) a fost un om politic comunist român. 
În calitate de ministru al Învățământului, a susținut activ înființarea Facultății de Electrotehnică din Craiova în anul 1948. Pe baza relațiilor din perioada activității în Rezistența Franceză, a intermediat o donație a statului francez de dispozitive și aparate de măsură electrotehnice moderne, care au echipat laboratoarele facultății. În anul 1951, Facultatea de Electrotehnică din Craiova a fost desființată, iar baza materială este transferată Politehnicii din București. 
Semnătura lui Vasilichi se află pe Hotărârea Consiliului de Miniștri nr. 973 prin care se înființează uzina Electroputere din Craiova, la data 1 septembrie 1949, prin preluarea Atelierelor CFR. 

## Biografie
Absolvent a doar patru clase elementare, a fost tinichigiu, ca meserie de bază.
În 1927 a devenit membru a Partidului Comunist Român.
A fost arestat și închis în 1933 după greva de la Atelierele CFR Grivița, iar în ianuarie 1935, împreună cu Dumitru Petrescu și Constantin Doncea, reușește să evadeze (se pare că în spatele organizării acțiunii au stat Marcel Pauker și Gheorghe Stoica, alias Moscu Kuhn) în mod spectaculos din închisoarea de la Craiova.
În timpul celui de-al Doilea Război Mondial a luptat în cadrul Rezistenței franceze.
A fost membru al CC al PMR, ministru al învățământului public în perioada 1948 - 1949 și ministru al minelor și petrolului în perioada 23 aprilie 1949 – 13 martie 1951 și președinte al UCECOM. Gheorghe Vasilichi a fost deputat în Marea Adunare Națională în sesiunile din perioada 1948 - 1974.

## Distincții
- Ordinul Muncii clasa I (1948)
- Ordinul „Steaua Republicii Populare Române” clasa I (1948)
- Ordinul „Apãrarea Patriei” clasa I (1949)
- Medalia „A cincea aniversare a Republicii Populare Române” (24 decembrie 1952) „pentru lupta și munca duse în vederea făuririi, consolidării și prosperării Republicii Populare Române”[6]
- Ordinul „23 August” clasa I (12 august 1959) „pentru îndelungată activitate în mișcarea muncitorească, pentru contribuția activă la răsturnarea dictaturii militaro-fasciste și instaurarea regimului democrat-popular, pentru merite deosebite în opera de construire a socialismului”[7]
- Medalia „40 de ani de la înființarea Partidului Comunist din Romînia” (6 mai 1961) „pentru activitate îndelungată în mișcarea muncitorească și merite în opera de construire a socialismului”[8]
- titlul de Erou al Muncii Socialiste din Republica Populară Romînă și medalia de aur „Secera și Ciocanul” (13 septembrie 1962) „cu prilejul împlinirii a 60 de ani, pentru activitate îndelungată în mișcarea muncitorească și merite deosebite în construirea socialismului”[9]
- Ordinul „Tudor Vladimirescu” clasa I (30 aprilie 1966) „cu prilejul celei de-a 45-a aniversări de la înființarea Partidului Comunist din România, pentru îndelungată activitate în mișcarea muncitorească și merite deosebite în opera de construire a socialismului”[10]
- Ordinul „Victoria Socialismului” (6 mai 1971) „pentru activitate îndelungată în mișcarea revoluționară, pentru contribuția deosebită la înfăptuirea politicii interne și externe a Partidului Comunist Român, la opera de construire a socialismului, cu prilejul celei de-a 50-a aniversări a Partidului Comunist Român”[11]
- titlul de „Erou al Republicii Socialiste România” (19 august 1974) „pentru îndelungata și rodnica activitate desfășurată în mișcarea revoluționară, pentru contribuția deosebită adusă la întărirea partidului și a unității sale, la făurirea și dezvoltarea statului nostru socialist, precum și la înfăptuirea politicii partidului și statului de făurire a societății socialiste multilateral dezvoltate în patria noastră”[12][13]